# 사베지 나이트
《사베지 나이트》(프랑스어: Les Nuits fauves, 영어: Savage Nights)는 프랑스에서 제작된 시릴 콜라르 감독의 1992년 드라마 영화이다. 시릴 콜라르 등이 주연으로 출연하였다.

## 출연

### 주연
- 시릴 콜라르
- 로만 보랭제
- 카를로스 로페즈
- 코린 블루
- 클로드 우인테르
- 르네마르크 비니
- 마리아 슈네데르
- 클레망틴 셀라리에
- 마린 델테름
- 사미르 게스미